# Vrijmetselarij en de Rooms-Katholieke Kerk
De vrijmetselarij en de Rooms-Katholieke Kerk staan sinds het ontstaan van de vrijmetselarij op gespannen voet met elkaar.
Op het einde van de 19e eeuw en gedurende de eerste driekwart van de 20e eeuw bereikte deze spanning in België, Frankrijk, Spanje, Portugal, Italië en Latijns-Amerika een hoogtepunt. Terwijl de vrijmetselarij steunde op de moderne rechten van de mens en de vrijheden van de burger – zoals verworven na de Engelse (1689), Amerikaanse (1776) en Franse (1789) revolutie – ijverde de kerk voor de restauratie van haar godsdienstige en wereldlijke macht. In Italië kreeg de strijd een bijzondere dimensie door het verzet van de kerk tegen de politieke vereniging van het land.
Door de toenemende secularisatie in het laatste kwartaal van de 20e eeuw, stellen vrijmetselaars dat deze spanning in Europa als een grotendeels achterhaald debat mag worden beschouwd.

## Standpunten
De officiële standpunten van enerzijds de Rooms-Katholieke Kerk en anderzijds de georganiseerde vrijmetselarij zijn als volgt.

### Vrijmetselarij

De vrijmetselarij accepteert katholieke kandidaten op dezelfde voorwaarden als andere kandidaten, namelijk het onderschrijven van de beginselen van de vrijmetselarij. De kandidaten hoeven slechts een bepaalde invulling te kunnen geven aan de vrijmetselaarssymbolen, zoals de Opperbouwmeester van het Heelal of het Boek der Heilige Kennis. Dat kan de rooms-katholieke invulling van God zijn, maar evengoed andere interpretaties betreffen, zoals Allah, JHWH, Atman of zelfs een abstract en naar grotere orde strevend principe in de natuur.
Hierin bestaan wel verschillen tussen de reguliere en irreguliere vrijmetselarij en er zijn ook nationale verschillen. Binnen de reguliere vrijmetselarij, met name die in Noord-Amerika, Zweden en de Britse eilanden, is het aanhangen van een vorm van deïsme of theïsme een gemeengoed en de aanvaarding van het bestaan van een opperwezen en een geopenbaard boek een verplichting. Maar in de irreguliere vrijmetselarij en veel reguliere ordes van het Europese continent is het aanhangen van een vorm van agnosticisme of atheïsme een gemeengoed, dan wel toegestaan.
De officiële organen van de vrijmetselarij kanten zich dus a priori niet tegen geopenbaarde godsdiensten of andere religieus-filosofische stelsels, ook niet tegen de Rooms-Katholieke Kerk. Ze ontkennen echter wel dat om het even welke kerk of godsdienst, als énige, aanspraak maakt op de volheid van de waarheid met uitsluiting van alle andere. Binnen de vrijmetselarij wordt geen unieke waarheid opgelegd.
Binnen de irreguliere vrijmetselarij wordt daarenboven gepleit voor een absolute scheiding van kerk en staat. Radicale stemmen hierin zijn de Grand Orient de France en het Grootoosten van België. In hun rijen zijn militante, vrijzinnige vrijmetselaars te vinden, een gevolg van de vele botsingen met de katholieke kerk die dominant was in deze cultuurgebieden.
Het grote aantal prominente leden dat gedurende de 18e, 19e en 20e eeuw lid was van de vrijmetselarij versterkte het wantrouwen tegen de georganiseerde vrijmetselarij als geheime organisatie, niettegenstaande dat het gehoorzamen aan de wetten van het land sinds de stichting in 1717 een officiële grondregel van de vrijmetselarij is.
De irreguliere vrijmetselarij speelde in de Latijnse landen van het Europese continent, en in hun diverse kolonies, een belangrijke rol in het antiklerikalisme vanaf de negentiende eeuw. Tijdens de Franse Revolutie (1789-1796) werden ideeën van vrijmetselaars zoals vrijheid, gelijkheid en broederlijkheid door velen omgezet in gewelddadigheden tegen de heersende elite en de behoudende geestelijkheid. Ook vrijmetselaars zoals de toenmalige grootmeester van het Grootoosten van Frankrijk, Filips, hertog van Orléans, en de mathematicus Nikolaas, markies van Condorcet werden het slachtoffer van de revolutie, met andere woorden, aan beide zijden van de guillotine trof men vrijmetselaars aan. Vanaf de negentiende eeuw vormden de ideeën van de vrijmetselaars de voedingsbodem van de opkomende democratische en liberale partijen.
Een goed voorbeeld van dit maçonniek antiklerikalisme is terug te vinden in de voordracht, uitgesproken door Pierre Van Humbeeck, achtbare meester van de loge Les Vrais Amis de L'Union et du Progrès Réunis Bruxelles onder het Grootoosten van België, op een zitting van 15 juli 1868:
Il ne faut point confondre le language de la Maçonnerie avec celui du monde profane... ... l'Incompatibilité des principes maçonniques avec la pratique du culte catholique, et en particulier avec les funérailles religieuses, conduit les FF:. a s'opposer aux familles des FF:. décédés qui s'en tiennent à ce type de funérailles. Il est vivement conseillé à déposer à la Loge un testament exprimant le desir de ne pas être enterré avec le concours du clergé. Des modèles de "testaments pour s'assurer un enterrement civile" ainsi que des "formules de mandat pour écarter de son lit de mort les obsessions des prêtres" sont mis à la disposition des FF:. .
Hoewel de strijd in twintigste eeuw verminderde, traden opnieuw conflicten op tussen katholieken en vrijmetselaars in Latijns-Amerika, bijvoorbeeld in Mexico, waar in de jaren twintig katholieken tijdens de Cristero-oorlog de vrijmetselarij aanwezen als aanstichter van de antiklerikale campagnes van de Mexicaanse regering, en later in Europa.

### Rooms-katholicisme

De Rooms-Katholieke Kerk verbood al vroeg het lidmaatschap van haar leden in elke organisatie van vrijmetselaars, op basis van de tegenstellingen tussen de dogmatische geloofsleer en de afwijkende standpunten van de vrijmetselarij. De sanctie voor haar leden is de auto-excommunicatie of eigenhandige uitsluiting van lidmaatschap van de kerk.
De eerste encyclieken daarover hadden weinig succes, want tot in het begin van de negentiende eeuw waren ook bisschoppen en geestelijken vrijmetselaar. Na de restauratie van 1815, toen het verbod op lidmaatschap door de Katholieke kerk herbevestigd werd, begon dit te verminderen (bron?) . In België verdween het vanaf 1838. Op het einde van de 19e eeuw en gedurende de 20e eeuw was er wel sprake van clandestien lidmaatschap van clerici binnen de vrijmetselarij. Een van de prominentste personen die hiervan verdacht werd is aartsbisschop Annibale Bugnini.
Het verbod op lidmaatschap van de vrijmetselaars werd in het begin gemotiveerd door de bezorgdheid over de politieke en maatschappelijke invloed van de vrijmetselaars en hun geheime genootschappen. Zwaartepunt van de katholieke kritiek was en is echter het afwijzen van een expliciet geloof in een persoonlijke God en Schepper als noodzaak voor verlossing, van de dogmatische en uitsluitende waarheidsaanspraken vanwege de kerk, en van de aanvaarding van andere godsdiensten op voet van gelijkheid met de katholieke Kerk zoals de diverse protestantse strekkingen, het judaïsme, de islam, het zoroastrisme en zelfs het hindoeïsme.
Dat is steeds het standpunt gebleven van de katholieke Kerk, ondanks het feit dat vanaf eind jaren zestig tot begin tachtig van de 20e eeuw er vanwege die hiërarchie niet langer gesanctioneerd werd, of individuele leden van de clerus tegengestelde uitspraken deden.
De meest actuele verwoording vanwege de Katholieke Kerk stamt uit 1983. Toen heeft de prefect van de Congregatie voor de Geloofsleer, Joseph kardinaal Ratzinger, nu paus emeritus Benedictus XVI, de verklaring Quaesitum est ('Er werd gevraagd') gepubliceerd. Dit document herbevestigde de leer met betrekking tot het lidmaatschap van katholieken van een vrijmetselaarsorganisatie. Het is een verdere uitwerking van het enkele jaren voordien gepubliceerde document getiteld Clarification concerning status of Catholics becoming Freemasons (Opheldering betreffende de status van katholieken die vrijmetselaar worden) gericht aan de bisschoppenconferentie van de Verenigde Staten van Amerika uit 1981.

 "De gelovigen, die lid worden van een vrijmetselaarsvereniging bevinden zich in een staat van doodzonde en mogen de Heilige Communie niet ontvangen." 

Het document verheldert de nieuwe editie van het Kerkelijk Wetboek van 1983. In tegenstelling tot canon 2335 van de voorgaande editie van 1917 werd vrijmetselarij niet meer afzonderlijk veroordeeld en bestraft met excommunicatie, maar werd het met andere voormalige afzonderlijke veroordelingen ondergebracht onder een algemene, meer abstracte veroordeling, nu opgenomen in canon 1374. Zowel door sommige modernisme binnen de Katholieke Kerk als door de vrijmetselarij zelf werd dit aangegrepen om te spreken van een "wijziging van het standpunt van de Kerk". Het voornoemde document stelt klaar en duidelijk dat deze interpretatie ontoelaatbaar is.

## Geschiedenis
Op 21 juni 1717 verenigden zich te London vier vrijmetselaarsloges en richtten de eerste Grootloge, de latere United Grand Lodge of England, op. Vanuit Engeland verspreidde de vrijmetselarij zich snel via Frankrijk over het Europese continent en via de Engelse kolonies over de ganse aardbol.

### Clemens XII
Paus Clemens XII publiceerde op 28 april 1738 de bul In Eminenti Apostolatus Specula met betrekking tot de vrijmetselarij.
Daarin veroordeelt hij het lidmaatschap van katholieken van, onder andere, een vrijmetselaarsloge op basis van volgende argumentatie:
... het is Ons ter ore gekomen... dat bepaalde genootschappen... in de volksmond Liberi Muratori of Vrije Metselaren genoemd... zich dagelijks ver en breed verspreiden en groeien in kracht... en dat mannen van enerwelke godsdienst of sekte... samenkomen... in een strikte en onbreekbare eed van geheimhouding... die hen verplicht, op straffe van pijnlijke dood, tot een onbreekbare stilte aangaande wat zij in het geheim samen doen.
... aldus hebben voornoemde genootschappen... het grootste wantrouwen veroorzaakt in de hoofden van de gelovigen... want indien zij geen kwaad zouden doen zouden zij niet zo een grote haat van het licht hebben.
... en in vele landen zijn deze genootschappen reeds verboden door de burgerlijke autoriteiten wegens hun gevaar voor de publieke veiligheid..."
... Daarom, na raad ingewonnen te hebben van Onze Eerwaardige Broeders onder de Kardinalen van de Heilige Roomse Kerk en ook uit Eigen overweging, zekere kennis en rijp beraad, met de volheid van de Apostolische bevoegdheid, bepalen en decreteren Wij hierbij dat deze genootschappen... van Liberi Muratori of Vrije Metselaren... dienen te worden veroordeeld en verboden, en bij Onze actuele handeling, die voor immer geldig zal zijn, veroordelen en verbieden ze dan ook... De eerste reden is het bewust principiële indifferentisme van de vereniging, die openstond voor katholieken, andersgelovenden en zelfs ongelovigen. Dit stond in schril contrast met andere verenigingen die feitelijk of toevallig waren samengesteld uit katholieken en andersgelovigen, maar geen ongelovigen, zonder hiervan een principieel punt van de vereniging te maken.
De tweede reden was de eed van absolute geheimhouding betreffende de activiteiten van de vereniging, gezworen op de bijbel. Die eed, die ook de burgerlijke autoriteiten van die tijd verontrustte, luidde als volgt:
... in geval van overtreding sta ik toe dat mijn tong uitgerukt worde, mijn hart verscheurd, mijn lichaam verbrand tot as om in de wind geworpen te worden opdat er niet meer van mij gesproken worde onder de mensen. Zo helpe mij God en dit heilig evangelie....
De derde reden werd cryptisch omschreven als andere rechtvaardige en redelijke redenen aan ons bekend. Deze laatste reden heeft aanleiding gegeven tot een heleboel speculatie in de loop der eeuwen onder tegenstanders van het verbod.
Deze veroordeling werd door André Combes, Frans vrijmetselaar behorende tot de Grand Orient de France als volgt beoordeeld:
Les principes latitudinaires des Constitutions d'Anderson de 1723 sont alors inacceptables pour l'Église catholique romaine maîtresse de vérité, directrice des consciences, bénéficiant de l'appui de bras séculier. L'objectif maçonnique de regrouper des hommes de toutes croyances autor de rites secrets faisant référence à un Grand Architecte de l'Univers non défini est un danger pour le salut des âmes. La papauté craint que la maçonnerie favorise l'expansion du protestantisme, du panthéïsme ou même de l'indifférentisme. La thèse selon laquelle chaque religion ne contriendrait qu'une parcelle de vérité est pour elle, inacceptable.

### Benedictus XIV
Paus Benedictus XIV heeft de volgende encycliek tegen de vrijmetselarij gepubliceerd:
- Providas Romanorum van 18 mei 1751[12]

In deze encycliek werd de veroordeling wegens zijn naturalisme, tolerantie tegenover aanhangers van andere geloofssystemen en religieus indifferentisme, het zweren van een plechtige eed van geheimhouding, voorstaan van de juridische vrijheid van vereniging en de mogelijke politieke bedreiging van kerk en staat – in casu de Florentijnse, Napolitaanse en Jacobijnse vraagstukken – van zijn voorganger herhaald en bevestigd.

### Pius VII
Paus Pius VII O.S.B. publiceerde het volgende document tegen de vrijmetselarij:
- Ecclesiam a Jesu Christo van 13 september 1821

Daarin veroordeelde Pius de Carbonari, een paramaçonnieke vereniging die het Italiaanse Risorgimento concipieerden en uitvoerden. Belangrijke (latere) actoren van deze beweging waren Camillo Benso di Cavour, Giuseppe Garibaldi, Giuseppe Mazzini en Francesco Crispi. Allen waren vrijmetselaar, antikatholiek en antiklerikaal, en tevens carbonari.
De vrijmetselarij werd slechts indirect veroordeeld als sekte en als geheim genootschap. Deze encycliek werd medebeïnvloed door de Franse clericus Augustin de Barruel en diens geschriften over de Franse Revolutie.

### Leo XII
Paus Leo XII heeft volgende encycliek over de vrijmetselarij gepubliceerd:
- Quo Graviora van 13 maart 1825

Deze laatste encycliek veroordeelde in het bijzonder de rasse verspreiding van de vrijmetselaarsbeginselen op de universiteiten.

### Pius VIII
Paus Pius VIII publiceerde de volgende encycliek en apostolische brief over vrijmetselarij:
- Traditi Humilitati van 24 mei 1829[14]
- Litteris Altero van 25 maart 1830

In de encycliek werden de veroordelingen van zijn voorgangers bevestigd, en werd nogmaals gewezen op het grote gevaar van geheime genootschappen. In de apostolische brief werd de invloed van de vrijmetselarij op het onderwijs veroordeeld.

### Gregorius XVI
Paus Gregorius XVI publiceerde de volgende encycliek met indirecte betrekking tot de vrijmetselarij:
- Mirari Vos van 15 augustus 1832[15]

Deze encycliek was een veroordeling van het indifferentisme en het liberale katholicisme, zoals gepropagandeerd door Hughes Félicité Robert de Lamennais, Charles de Montalembert en Henri-Dominique Lacordaire. Daarin werd onder meer gesteld dat het grootste gevaar voor de katholieke kerk kwam:
... van groeperingen en samenkomsten waar men zich verenigt met lieden van alle slag van geloofsovertuiging, zelfs valse, en waar men onder het mom van eerbied voor het geloof, alle soorten vrijheden aanprijst, ophitst tegen Kerk en Staat, en het eerbiedwaardigste gezag ondermijnt.... 

### Pius IX
Paus Pius IX publiceerde de volgende encyclieken en de apostolische constitutie, en hield de volgende allocuties over de vrijmetselarij:
- Encycliek Qui Pluribus[16] - 1846
- Allocutie Quibus Quantisque Malis - 1849
- Encycliek Quanta cura[17] en Syllabus Errorum - 1864
- Allocutie Multiplices Inter - 1865
- Constitutie Apostolicæ Sedis - 1869
- Encycliek Etsi Multa[18] - 1873

Tijdens zijn ballingschap in Gaeta in 1849 herhaalde Pius IX de veroordeling uitgesproken door Pius VII in Ecclesiam a Iesu Christo.
In 1854 kwalificeerde de paus de vrijmetselaars als kinderen van de demon en in 1873 gebruikt hij in de encycliek Etsi Multa de woorden synagoga Satanae ('synagoge van Satan') om de georganiseerde vrijmetselarij aan te duiden.
Verder zijn de decreten van het Eerste Vaticaans Concilie in beperkte mate van belang bij het behandelen van de verhouding tussen de vrijmetselarij en de Katholieke kerk.

### Leo XIII
Paus Leo XIII heeft de volgende encyclieken en een apostolische constitutie tegen de vrijmetselarij gepubliceerd:
- Encycliek Etsi Nos[20] - 1882
- Encycliek Humanum Genus[21] - 1884
- Encycliek Officio Sanctissimo[22] - 1887
- Encycliek Ab Apostolici - 1890
- Encycliek Custodi di quella Fede - 1892
- Encycliek Inimica Vis - 1892
- Encycliek Praeclara Gratulationis Publicae - 1894
- Apostolische constitutie Annum Ingressi - 1902

Leo XIII verbood in zijn encycliek Humanum Genus het lidmaatschap van de vrijmetselarij en riep daarnaast alle staten op maatregelen tegen de vrijmetselarij te nemen omdat de leerstellingen van de vrijmetselarij op naturalisme en religieus indifferentisme gegrondvest zijn. De vrijmetselarij wordt ervan beschuldigd de laïcisering van de samenleving in de hand te werken, en aldus onverzoenbaar te zijn met de katholieke openbaring:
"Een goede boom kan geen slechte vruchten dragen, en een slechte boom geen goede vruchten." (Mt. 7, 18) Welnu, de vrijmetselarij brengt schadelijke en wrange vruchten voort. Immers, door de ontwijfelbare aanwijzigingen, waarover wij boven gesproken hebben, verraadt zich het laatste doel van al haar plannen, namelijk de totale omverwerping van de godsdienstige en staatkundige orde, die het christendom gebracht heeft, en het vestigen van een nieuwe, aan hun ideeën beantwoordende orde van zaken, die gegrond is op de beginselen en wetten van het naturalisme.
Deze encycliek zorgde voor grote beroering in vrijmetselaarsmiddens, zoals blijkt uit de woorden van Michel Dumesnil de Gramont, voormalig grootmeester van de Grande Loge de France:
...nous pensons que l'encyclique Humanum genus reste, en ce qui nous concerne, le plus important et le plus caractéristique, alors surtout qu'à notre connaissance, aucun texte pontifical nouveau n'est venu en modifier le sens ni la portée. C'est là qu'il nous faut aller chercher l'expression authentique et indiscutable de la pensée catholique à l'égard des Francs-Maçons. Terrible texte que cette encyclique et que nos Frères auraient intérêt à relire souvent. Terrible et surprenant si l'on songe que son auteur est encore considéré comme le plus fin, le plus clairvoyant, le plus libéral des papes modernes. On reste confondu par la véhémence du ton, la violence des épithètes l'audace des accusations, la perfidie des appels à la répressioon séculière. ...
Qu'est-ce, en effet, que la Franc-Maçonnerie d'après cette célèbre encyclique? Une association d'hommes pervers, unis dans le dessein criminel de détruire de fond en comble la discipline religieuse et sociale née des Institutions chrétiennes. Certes, les divins fondements de l'Église sont trop solides pour être ébranlés par cette entreprise. Mais ce que cette secte, dont les adeptes travaillent dans l'ombre et le mystère pour "n'avoir d'autres témoins que leurs complices", met en péril, c'est la sécurité des États et l'autorité des princes.
In de apostolische brief Annum ingressi wordt de vrijmetselarij ervan beschuldigd in het geheim de burgerlijke samenleving te domineren en de samenleving te willen herijken richting Satan.

### Pius X
Paus Pius X publiceerde in 1907 zijn encycliek Pascendi Dominici Gregis, een strenge veroordeling van het modernisme, een stroming in de katholieke kerk die stelt dat de inhoud van geloofspunten en dogma's aan verandering onderhevig kan zijn. Later, op 10 september 1910 stelde Pius X tevens de Antimodernisteneed in, een formele eed die afgelegd moest worden door alle subdiakens, priesters, curieleden en professoren aan katholieke instellingen op straffe van excommunicatie.
Pius X was onverwacht tot paus gekozen op het conclaaf van 1903. Toen gold Mariano kardinaal Rampolla del Tindaro, toenmalig kardinaal-staatssecretaris, als favoriete kandidaat. Zijn verkiezing verliep voortvarend, tot op het moment dat Jan kardinaal Puzyna de Kosielsko, prinsaartsbisschop van Krakau een veto uitsprak namens keizer Frans Jozef I van Oostenrijk gebruik makende van het eeuwenoude recht der katholieke vorsten. Grote consternatie ontstond bij de conclaafdeelnemers. Rampolla werd ervan beschuldigd vrijmetselaar te zijn. Het is hoogst dubieus of dit daadwerkelijk het geval was. Dergelijke beschuldigingen werden veelvuldig gebruikt om tegenstanders politiek uit te schakelen. De werkelijke reden lag waarschijnlijk in het feit dat Rampolla niet conservatief genoeg was.

### Benedictus XV
Paus Benedictus XV publiceerde in 1917 de Codex Iuris Canonici, een codificatie van het kerkelijk recht van de Latijnse kerk die was begonnen onder Pius X. Daarin werd de vrijmetselarij uitdrukkelijk verboden en gesanctioneerd met excommunicatie in canon 2335:
Verder zijn er nog drie andere canons die betrekking hebben op de vrijmetselarij, in casu canon 1240 betreffende het begrafenisverbod van notoire vrijmetselaars, canon 1399 betreffende apologetische geschriften tegen de vrijmetselarij en canon 2330 betreffende sancties tegen clerici en leken die lid zijn van de vrijmetselarij:
8º Libri qui duellum vel suicidium vel divortium licita statuunt, qui de sectis massonicis vel aliis eiusdem generis societatibus agentes, eas utiles et non perniciosas Ecclesiae et civili societati esse contendunt;
Can 2330. Quod attinet ad poenas statutas in delicta quae in eligendo Summo Pontifice committi possunt, unice standum const. Pii X Vacante Sede Apostolica, 25. Dec. 1904.
Op 20 juli 1920 publiceerde hij het motu proprio Bonum sane waarin hij waarschuwde voor het filosofisch naturalisme, zoals gepropagandeerd door de vrijmetselarij.
Toch bestonden er in Frankrijk informele contacten tussen spiritualistische vrijmetselaars, die vasthielden aan een of ander godsconcept, en katholieken vanaf de jaren dertig van de 20e eeuw. Deze contacten vonden hun oorsprong in een gezamenlijke vijandigheid tegenover het oprukkende communisme. Deze vrijmetselaars en katholieken zouden elkaar terugvinden in het Franse verzet. Na de Tweede Wereldoorlog zouden deze katholieken een voorname rol spelen binnen de Franse christendemocratie en hun inspiratie vinden in de werken van Philippe Buchez.
Tevens werden op dat moment enkele afwijkende meningen gepostuleerd door lagere clerici, zoals bijvoorbeeld:
- In 1923 probeerde in België Bertrand Van der Schelden O.Cap een dialoog tussen vrijmetselaars en katholieken te stimuleren naar aanleiding van zijn doctoraatsthesis met betrekking tot vrijmetselarij in de Oostenrijkse Nederlanden. Ondanks deze poging tot gesprek aanvaardde hij wel zonder voorbehoud de kerkelijke veroordeling van de vrijmetselarij.
- Tezelfdertijd in Duitsland organiseerde Herman Grüber S.J. te Aken bijeenkomsten tussen katholieken en maçonnieke historici zoals Ossian Lang, Eugen Lennhoff en Kurt Reichl met de bedoeling tot wederzijds begrip en waardering te komen
- In Nederland begon Borromeus de Greeve O.F.M. het katholieke standpunt uit te leggen aan vrijmetselaars.
- In Frankrijk dacht Joseph Bertheloot S.J. een aanknopingspunt te vinden in de spiritualistische strekking van de Franse vrijmetselarij, zoals die werd geformuleerd door bijvoorbeeld Oswald Wirth en Albert Lantoine om tot gesprek te komen en na tweehonderd jaar van conflict tot een wapenstilstand te komen.[29]

Maar deze clerici werden nauwlettend in het oog gehouden vanwege hun oversten en ook tot orde geroepen.

### Pius XII
Paus Pius XII publiceerde de volgende encycliek tegen de vrijmetselarij:
- Humani Generis van 12 augustus 1950[30]

Deze encycliek veroordeelde de opkomende Nouvelle Théologie en andere vormen van neo-modernisme in de Kerk. Belangrijke figuren van deze theologische richting waren Hans Urs von Balthasar S.J., Yves Congar O.P., Karl Rahner S.J., Hans Küng en Edward Schillebeeckx O.P. Ook Joseph Ratzinger en Jean Daniélou, waren lange tijd in dezelfde richting werkzaam, maar kozen later voor een iets gematigder theologie.
In het laatste jaar van zijn pontificaat noemde paus Pius XII de vrijmetselarij nog de grond van alle apostasie en veroordeelde haar streng. Hij verklaarde verder dat de wortels van de moderne (geloofs)afvalligheid het wetenschappelijk atheïsme, het dialectisch materialisme, het rationalisme, het illuminisme, het laïcisme en de vrijmetselarij zijn, hun gemeenschappelijke moeder.
Zo verscheen op de voorpagina van de Osservatore Romano van 9 maart 1950 een artikel getiteld La Chiesa e la Massoneria van de hand van Mariano Cordovani waarin met nadruk werd gesteld dat de canonieke wetgeving ten opzichte van de vrijmetselarij onverkort van kracht zou blijven, en geruchten van een op til zijnd akkoord tussen de Katholieke Kerk en vrijmetselarij totaal ongegrond waren.

### Johannes XXIII en Paulus VI
Met het pontificaat van Johannes XXIII trad er een wijziging op in de houding van sommige delen van het episcopaat, de curie en de theologen van de katholieke kerk tegenover de vrijmetselarij, ook al werden de leerstellingen op geen enkel moment herzien. Toon en praktijk veranderde drastisch.
In 1959 kondigde de paus Johannes XXIII aan dat het kerkelijk wetboek volledig zou worden herzien, ter gelegenheid van de aankondiging van het Tweede Vaticaans Concilie.
Tijdens het Tweede Vaticaans Concilie (1962-1965) drong Sergeo Mendez Arceo, de bisschop van Cuernavaca (Mexico) – die in latere jaren zijn zondagspreek placht in te zetten met een gebalde vuist en de kreet 'Soy Marxista!' en in 1978 door het Mexicaans episcopaat werd gewraakt – een paar keer aan op toenadering tot de vrijmetselarij. Hij hoopte dat een discussie tot een wijziging in het standpunt van de Kerk zou leiden. In navolging hiervan werd massaal een anonieme tekst verspreid die als motivatie voor een dergelijke verandering gold. Zijn standpunt kreeg geen gehoor en leidde tot een verklaring vanwege de roomse autoriteiten dat geen wijziging in het vooruitzicht werd gesteld.
Verdere voorbeelden van een veranderde praktijk vanwege de officiële roomse organen tegenover de vrijmetselarij in deze conciliaire tijd zijn:
- De bisschoppen van Scandinavië stelden in 1966 uitdrukkelijk dat zij elk geval van dubbellidmaatschap van vrijmetselarij en katholieke kerk individueel wensten te beoordelen.[31]
- In 1967 publiceerde Michel Dierickx S.J. het boek De vrijmetselarij, de grote onbekende, waarin hij voor het Nederlandse taalgebied een opening maakte tegenover de reguliere, Britse, vrijmetselarij in tegenstelling tot de irreguliere, Franse versie. In dit boek was een voorwoord van Max Wildiers O.Cap. opgenomen, die actief pleitte voor een wijziging van het katholieke standpunt betreffende de vrijmetselarij.[33]
- Hetzelfde gebeurde in het Franse taalgebied door Michel Riquet S.J. in 1968.[34] Hij werd in 1961 ontvangen tijdens de werkzaamheden de loge Volney Laval en woonde in 1963 de feestelijkheden bij naar aanleiding van de 50e verjaardag van de Grande Loge Nationale Française.
- Hetzelfde gebeurde in het Spaanse taalgebied door José Antonio Ferrer Benimeli S.J.[35]
- In 1971 stelde Jean Beyer S.J., decaan van de theologische faculteit van de Gregoriaanse Universiteit te Rome, dat het lidmaatschap van een niet-sektarische loge, die niet anti-christelijk is,... geen kerkelijke sancties veroorzaakt.
- Op 22 juli 1971 ontvangt de toenmalige grootmeester van de Grande Loge de France, Pierre Simon, Pézeril, hulpaartsbisschop van Parijs in zijn werkplaats onder vol maçonniek eerbetoon. In het verlengde van de publieke discussie die hierop volgde probeerden klerikale voorstanders van een standpuntswijziging opnieuw hun argumenten te populariseren.
- Ontmoetingen en gesprekken tussen katholieken, christenen en vrijmetselaars vinden officieel plaats in Frankrijk, met goedkeuring van de plaatselijke bisschop. Dit gebeurt in 1975 te Marseille. Roger Etchégaray, aartsbisschop van Marseille, maakt bekend dat dergelijke samenkomsten reeds meer dan tien jaar plaatsvinden.
- Een ander voorbeeld van deze praktijk is een officieuze brief van 19 juli 1974 vanwege kardinaal Šeper, prefect van de Congregatie voor de Geloofsleer, gericht aan kardinaal Krol. In deze brief werd gesteld dat canon 2335 enkel betrekking heeft op verenigingen die complotteren tegen de katholieke kerk. Verder werd er gesteld dat er in elk individueel geval van lidmaatschap moet uitgemaakt worden of de vrijmetselaarsvereniging in kwestie kerkvijandig gezind is of niet. Ook kardinaal König verdedigde dit standpunt.
- In 1976 stelde de Canadese bisschoppenconferentie dat Canadese vrijmetselaars niet konden worden beschuldigd van antiklerikalisme.[34]

Aldus werd in deze periode door middel van een gezamenlijke actie bewust de schijn gewekt dat er een verandering (nodig) was in het standpunt van de kerk en dat lidmaatschap van vrijmetselaarsorganisaties in bepaalde gevallen toelaatbaar was of moest worden. Het oordeel hieromtrent werd overgelaten aan het geweten van de persoon in kwestie, of elke clericus die zich geroepen voelde hierover een oordeel te vellen.
Tevens werd er wel gespeculeerd over een wijziging maar ondertussen niet meer verwezen naar de onveranderde leerstellige tegenstellingen tussen de geloofsschat en de leer van de vrijmetselarij met betrekking tot religieus naturalisme en het zweren van eden van geheimhouding, die nog steeds bleven bestaan en niet onder de toepassing van de canon vielen.
Of dat een bewuste strategie was van modernistische infiltranten binnen de katholieke hiërarchie, gevolg is van een interne tegenstelling in de schoot van de kerk omtrent het wezen van haar leer, of berust op een eerlijke klerikale naïviteit is omstreden. Dergelijke praktijken werden echter onmiddellijk aangegrepen door modernistische hervormers binnen de Katholieke kerk en de georganiseerde vrijmetselarij als instituut om hun standpunten kracht bij te zetten. Het gevolg was algemene verwarring.
Met de regelmaat van de klok werd er vanuit integristische hoek geopperd dat de marsverandering binnen de kerk geen toeval was en een gevolg van leden van de katholieke clerus die geïnitieerd waren in de vrijmetselarij:
- Zo stelde Bernard Fellay, generaaloverste van Priesterbroederschap Sint-Pius X, in een interview dat er minstens vier vrijmetselaarsloges actief zijn binnen de Romeinse Curie sedert de jaren zestig van de 20e eeuw.[36][37]
- Ook Malachi Martin, privésecretaris van voormalig voorzitter van de Pauselijke Raad ter Bevordering van de Eenheid van de Christenen kardinaal Bea, opperde deze stelling herhaaldelijk in zijn boeken.[38]
- Vanuit sedesvacantistische hoek wordt er zelfs actief gespeculeerd of Johannes XXIII ingewijd was als vrijmetselaar.[39][40]

### Johannes-Paulus II
In Frankrijk ontwikkelen zich de sedert het Tweede Vaticaans Concilie ontstane vriendschappelijke betrekkingen tussen de georganiseerde vrijmetselarij en de Franse bisschoppenconferentie verder in het kader van de gemeenschappelijke strijd tegen het racisme en de xenofobie tijdens het pontificaat van Johannes Paulus II.
In Duitsland 1980 publiceerde de Duitse bisschoppenconferentie een rapport over de vrijmetselarij, dat twaalf punten van aanklacht bevat die de doctrinaire verschillen tussen het rooms-katholicisme en de vrijmetselaarsleer illustreren. Het rapport was opgemaakt op basis van een commissie van vertegenwoordigers van de katholieke kerk en van de vrijmetselarij tussen de jaren 1976 en 1980.
Een belangrijk punt in het rapport was de ontkenning door de vrijmetselarij van de geopenbaarde geloofswaarheid van de katholieke kerk. Door het verwerpen van elke dogmatische aanvaarding van deze geopenbaarde waarheden en het toelaten van een persoonlijk oordeel dat getuigt van subjectief of individueel relativisme is er geen verzoening mogelijk met de geloofsleer en de door haar voorgehouden objectieve waarheid. De opvatting dat godsdiensten en religieuze stelsels gelijkwaardig kunnen zijn aan elkaar in hun zoektocht naar de waarheid, die aldus steeds relatief is, is tevens onverzoenbaar met de unieke en absolute waarheidsaanspraak vanwege de Katholieke kerk.
Een ander belangrijk punt is de stelling dat het maçonnieke godsbesef, in het beste geval een vorm van theïsme of deïsme en in het slechtste geval een vorm van agnosticisme of atheïsme, onverenigbaar geacht met de geloofsschat en het persoonlijk godsbeeld van Jezus-Christus als God en mens en noodzakelijk voor verlossing. De kerk leert dat de mens niet op eigen krachten of op exclusief natuurlijke wijze tot vervolmaking kan komen, maar dit slechts kan door bovennatuurlijke, sacramentele bijstand. De vrijmetselarij gelooft in de uitsluitend menselijke kracht tot verlossing en zelfvervolmaking.
Tevens stellen de Duitse bisschoppen dat deze bezwaren gelden tegenover zowel reguliere als irreguliere vormen van vrijmetselarij, en dat elk onderscheid tussen beide aldus gradueel, maar niet fundamenteel van aard is.
In 1981 richtte de toenmalige prefect van de Congregatie voor de Geloofsleer, kardinaal Ratzinger een document getiteld Clarification concerning status of Catholics becoming Freemasons (Opheldering betreffende de status van katholieken die vrijmetselaar worden) gericht aan de bisschoppenconferentie van de Verenigde Staten van Amerika. Het herhaalde de ongewijzigde en traditionele leer van de kerk. Tegelijkertijd werd de brief van kardinaal Seper uit 1974 zwaar bekritiseerd omwille van zijn foutieve en tendentieuze interpretaties.
In 1983 verscheen de nieuwe editie van de Codex Iuris Canonici (kerkelijk wetboek) vanwege de Vaticaanse autoriteiten In tegenstelling tot canon 2335 van de voorgaande editie van 1917 werd vrijmetselarij niet meer afzonderlijk veroordeeld en bestraft met excommunicatie, maar werd het met andere voormalige afzonderlijke veroordelingen ondergebracht onder een algemene, meer abstracte veroordeling, nu opgenomen in canon 1374. Prelaten die een belangrijke rol speelden in dit proces waren onder andere kardinaal Casaroli, kardinaal-staatssecretaris, kardinaal Castillo Lara en kardinaal Fagiolo.
Onder het pontificaat van Karol Woytiła publiceerden kardinaal Ratzinger als prefect en Jerome Hamer O.P. als secretaris op 26 november 1983 tevens een verklaring van de Congregatie voor de Geloofsleer, getiteld Declaratio de associationibus massonicis, ook wel Quaesitum Est genoemd, die onduidelijkheden ten opzichte van het nieuwe kerkelijk wetboek moest wegnemen:
... Er is gevraagd of het oordeel van de Kerk betreffende de maçonnieke verenigingen was gewijzigd vanaf het moment dat, in het nieuwe wetboek van kerkelijk recht, er geen expliciete meer terug te vinden was, zoals het geval was in het oude wetboek. ... Het negatieve oordeel van de Kerk betreffende de maçonnieke verenigingen blijft ... ongewijzigd, omdat hun beginselen steeds werden beschouwd als onverenigbaar met de geloofsleer van de Kerk ...
Kardinaal Ratzinger maakte aldus aan de opgeworpen twijfel een einde door te stellen dat de houding van de kerk niet veranderd is sedert het gewijzigde kerkelijk wetboek, en dat de beginselen van de vrijmetselarij onverzoenbaar zijn met de geloofsdoctrine van de Rooms-Katholieke Kerk. Het schrappen van specifieke canons ter veroordeling was een editoriale techniek, waardoor ook specifieke veroordelingen van andere organisaties werden geschrapt. De algemene canons die werden geïntroduceerd waren voldoende om al deze organisaties, inclusief de vrijmetselarij, te veroordelen.
Het standpunt van de katholieke kerk blijft aldus onveranderd: het lidmaatschap is verboden. Elke katholiek die lid wordt van een vrijmetselaarsloge, is dan ook door dit feit zelf geëxcommuniceerd uit de geloofsgemeenschap. En dit onafhankelijk van secundaire kenmerken, zoals het feit of men lid wordt van een reguliere of irreguliere loge. Dat maakt geen wezenlijk verschil. Dergelijke gelovigen verkeren in toestand van doodzonde, en mogen bijvoorbeeld geen H. Communie ontvangen.
Verder bevestigde de congregatie voor de geloofsleer dat het niet tot de bevoegdheid van lokale bisschoppen behoort om in concrete gevallen te oordelen of lidmaatschap van een vrijmetselaarsloge wel of niet verzoenbaar is met lidmaatschap van de kerk.
Dit standpunt werd opnieuw bevestigd door de publicatie in een artikel in de Osservatore Romano op 11 maart 1985 dat stelde:
... dat het relativisme van de vrijmetselarij op radicale wijze de structuur van de geloofsbelijdenis vertekent. De katholiek kan zijn verhouding tot God niet op dubbele wijze beleven door ze te verdelen in een humanistisch supra-confessioneel geloof enerzijds en een christelijk geloof anderzijds....
Op 19 april 1985 stuurde kardinaal Law een brief getiteld Letter to U.S. Bishops Concerning Masonry aan de bisschoppenconferentie van de Verenigde Staten van Amerika in zijn capaciteit van voorzitter van het Comité voor pastoraal onderzoek en praktijken van de Katholieke Conferentie van de Verenigde Staten. Hij herhaalde het standpunt uit 1983 en verbood het lidmaatschap van katholieken in enige organisatie van vrijmetselaars.
In 1987 werd in Frankrijk een gezamenlijk colloquium georganiseerd te Toulouse door het Grootoosten van Frankrijk en officiële vertegenwoordigers vanwege de katholieke kerk omtrent de excommunicatie van katholieken die tevens vrijmetselaar zijn. Het klimaat was vriendschappelijk.
Op 15 september 2000 stuurde in de Verenigde Staten van Amerika Thomas Anslow, vicaris van het aartsbisdom Los Angeles, een officiële brief aan David Patterson, secretaris van het maçonniek dienstencentrum van Los Angeles in antwoord op de vraag of een rooms-katholiek lid mag worden van een vrijmetselaarsloge. Zijn eerste antwoord bevatte de zin: ten minste voor katholieken in de Verenigde Staten, geloof ik dat het antwoord waarschijnlijk ja is. Deze brief werd later publiekelijk ingetrokken en rechtgezet vanwege de kerkelijke autoriteiten vanwege het foutieve antwoord dat niet in overeenstemming was met het kerkelijke standpunt ter zake.

### Benedictus XVI
Op 1 maart 2007 publiceerde het Vaticaan bij monde van bisschop Gianfranco Girotti, regent van het Apostolisch Penitentiarium in Rome, een mededeling naar aanleiding van een conferentie met als titel Vrijmetselarij en de katholieke Kerk die plaatsvond in de Pontificale Theologische Faculteit van Sint-Bonaventura te Rome. Daarin stelde hij dat het lidmaatschap van katholieken in vrijmetselaarsverenigingen: verboden bleef en dat de positie van de kerk ten opzichte van vrijmetselarij niet gewijzigd was. Dit gebeurde als reactie op de verklaring van de 85-jarige Italiaanse priester Rosario Francesco Esposito dat hij vrijmetselaar was geworden en dat het standpunt van de kerk hierover niet meer van deze tijd was.
Op 6 maart 2008 vond in België een historisch debat plaats tussen Henri Bartholomeeusen, de grootmeester van het Belgische Grootoosten, en de Belgische primaat Godfried Danneels in het Thurn en Taxis-congrescentrum te Brussel. Daarin herhaalde Danneels de recent en herhaaldelijk veroordeelde stelling – dat er een onderscheid moet gemaakt worden tussen reguliere en irreguliere vormen van vrijmetselarij – en verkondigde hij dit als officieel standpunt van de katholieke kerk. Hij besloot zijn deelname aan het debat met de bekentenis geen lid van een vrijmetselaarsloge te zijn. Henri Bartholomeeusen antwoordde daarop dat hij tijdens het debat niets had gehoord uit de mond van de kardinaal wat een initiatie in een loge in de weg stond.
In 2023 verduidelijkte het Vaticaan nogmaals dat vrijmetselarij verboden is voor gelovigen.

## Militia Immaculatæ
De Militia Immaculatæ (MI) opgericht in 1917 door de Poolse franciscaan Maximiliaan Kolbe vormt een van de meest prominente anti-vrijmetselarijorganisaties binnen de Katholieke Kerk. De MI tracht met hulp van Maria Onbevlekte Ontvangenis en door het uitdelen van de Wonderdadige Medaille leden van de vrijmetselarij en de rotary te bekeren en het katholicisme weer openlijk in de samenleving terug te brengen. De MI ziet zichzelf als een ridderorde die de strijd aangaat met het ongeloof en het kwaad overeenkomstig met de boodschap van Onze-Lieve-Vrouw van Fátima.
Na de vernieuwingen van het Tweede Vaticaans Concilie werd de MI grondig hervormd en herbenoemd tot de "Missie van de Onbevlekte". Echter, werd in het jaar 2000 de Militia Immaculatæ van de Traditionele Observantie opgericht binnen de Priesterbroederschap Sint Pius X met toestemming van Generaal-overste Bernard Fellay. Daarmee herleefden de oorspronkelijke statuten en doelen van de MI weer.

### Geschreven door vrijmetselaars
- Mellor, Alec, Nos frères séparés, les francs-maçons, Éditions Mame, Tours, 1961
- Riquet, Michel & Baylot, Jean, Les francs-maçons, Beauchesne, Paris, 1968
- Ferrer Benimeli S.J., José Antonio, Los Archivos Secretos Vaticanos y la Masonería. Motivos políticos de una condena pontificia, Universidad Andrés Bello, Caracas, 1975
- Mellor, Alec, Les grands problèmes de la franc-maçonnerie d'aujourd'hui, Édition P. Belfond, Paris, 1976
- de Thier, Hubert, L’Église et le Temple, Éditions A. de Boeck, Bruxelles, 1976
- Ferrer Benimeli S.J., José Antonio, Masoneria e Chiesa Cattolica ieri, oggi e domani, Edizioni Paoline, Roma, 1979
- Nefontaine, Luc, Église et franc-maçonnerie, Éditions du Chalet, Paris, 1990
- G.O.d.F., Humanisme - Revue des Francs-Maçons du Grand Orient de France, Themanummer Les Églises, numéro 208-209, maart 1993, Edimaf, Paris
- Rousse-Lacordaire, Jérôme O.P., Rome et les francs-maçons: historie d'un conflit, Berg International, Paris, 1996 ISBN 2-911289-05-6
- de Thier, Hubert, Église catholique et temple maçonnique. Un autre regard, Dervy, Paris, 1997
- Wright, Dudley, God's Soldiers: Roman Catholicism and Freemasonry, Cornerstone Book Publishers, New Orleans-LA, 2006, ISBN 1-887560-71-8

### Geschreven door niet-vrijmetselaars
- Poncins, Léon de, Freemasonry & the Vatican: a struggle for recognition, A&B Publishers Group, Brooklyn-NY, ISBN 1-881316-91-2
- Frick, Karl R.H., Satan und die Satanisten I-III: Satanismus und Freimaurerei - Ihre Geschichte bis zur Gegenwart, Marixverlag, Wiesbaden, 2006, ISBN 3-86539-069-2